# Justicia oerstedii
Justicia oerstedii är en akantusväxtart som beskrevs av Emery Clarence Leonard. Justicia oerstedii ingår i släktet Justicia och familjen akantusväxter. Inga underarter finns listade i Catalogue of Life.